# Гарбув (Люблінський повіт)
Гарбув (пол. Garbów) — село в Польщі, у гміні Гарбув Люблінського повіту Люблінського воєводства.
Населення — 2149 осіб (2011).

## Демографія
Демографічна структура станом на 31 березня 2011 року:
|          | Загалом | Допрацездатний вік | Працездатний вік | Постпрацездатний вік |
| -------- | ------- | ------------------ | ---------------- | -------------------- |
| Чоловіки | 998     | 221                | 704              | 73                   |
| Жінки    | 1151    | 201                | 706              | 244                  |
| Разом    | 2149    | 422                | 1410             | 317                  |